# Gonnostramatza
Gonnostramatza è un comune italiano di 784 abitanti della provincia di Oristano in Sardegna.

## Geografia fisica
Situato nella subregione geografica della Marmilla, ha un clima temperato mediterraneo.

## Origini del nome
Il nome Gonnos (collina)  Tramatza (tamerice), viene dalla ampia presenza della pianta nei dintorni del paese.

## Storia
L'area fu abitata in epoca nuragica e romana, per la presenza nel territorio di alcune testimonianze archeologiche.
Durante il medioevo appartenne al giudicato di Arborea e fece parte della curatoria di Parte Montis, della quale fu anche capoluogo.
Alla caduta del giudicato (1420) entrò a far parte del Marchesato di Oristano, e alla definitiva sconfitta degli arborensi (1478) passò sotto il dominio aragonese e fu incorporato nell'Incontrada di Parte Montis, divenendo un feudo dei Carroz conti di Quirra. Nel 1603 fu incorporato nel marchesato di Quirra, feudo prima dei Centelles e poi degli Osorio de la Cueva, ai quali fu riscattato nel 1839, con la soppressione del sistema feudale.
Nel Settecento fu sede di una Cassa di Credito Agricolo, istituita dai Savoia.

### Simboli
Nello stemma del comune sono raffigurati un fiume, un ramoscello di mandorlo in fiore ed un ramoscello di tamerice, simboli della coltura tipica e dell'arbusto fluviale un tempo molto diffuso nel territorio da cui deriva il nome di Gonnostramatza, da gonnos ("luogo") e tramatzu ("tamerice"). Il fiume è il rio Mogoro, attraversato fino al 1928 da un ponte romano a cinque arcate, abbattuto nel 1928 per la costruzione degli argini.
Il gonfalone è un drappo partito di rosso e di azzurro.

## Monumenti e luoghi d'interesse
Le campagne circostanti contengono resti e reperti dell'età nuragica, con nuraghi, necropoli ed abitazioni millenarie.

### Architetture religiose
- La chiesa patronale di San Michele Arcangelo
- La chiesetta di Sant'Antonio Abate;
- La chiesa di San Paolo, in località Serzela.

### Siti archeologici
- Tomba di Bingia 'e Monti

## Società

### Evoluzione demografica
Abitanti censiti

### Lingue e dialetti
La variante del sardo parlata a Gonnostramatza è il campidanese occidentale o rustico.

## Cultura

### Istruzione

#### Musei
- Museo multimediale "Turcus e Morus", sito nella piazza principale del paese.

### Eventi
Tra i vari eventi del piccolo comune vanno ricordati:
- Festa di sant'Antonio Abate e benedizione del falò (17 gennaio);
- Riti della settimana santa (domenica di Pasqua);
- Esposizione "Arti e mestieri", benedizione mezzi di trasporto e sagra de "Su Gattou" (1º maggio);
- Festa di san Paolo Apostolo con la caratteristica processione dalla chiesa patronale alla chiesa campestre di Serzela (29 giugno);
- Festa del patrono san Michele Arcangelo e santa Teresina (29-30 settembre).

## Economia
Le occupazioni principali sono la pastorizia e l'agricoltura, ma si stanno sviluppando a poco a poco anche nuove fonti di reddito, come il turismo e l'artigianato.

## Amministrazione
| Periodo         | Periodo         | Primo cittadino      | Partito                                           | Carica  | Note  |
| --------------- | --------------- | -------------------- | ------------------------------------------------- | ------- | ----- |
| 23 aprile 1995  | 16 aprile 2000  | Paolo Porcedda       | liste civiche di centro-sinistra                  | Sindaco | [ 4 ] |
| 16 aprile 2000  | 8 maggio 2005   | Maria Antonella Ardu | lista civica                                      | Sindaco | [ 5 ] |
| 8 maggio 2005   | 30 maggio 2010  | Maria Antonella Ardu | lista civica                                      | Sindaco | [ 6 ] |
| 30 maggio 2010  | 31 maggio 2015  | Alessio Mandis       | lista civica "Un'altra storia per Gonnostramatza" | Sindaco | [ 7 ] |
| 31 maggio 2015  | 26 ottobre 2020 | Alessio Mandis       | lista civica "Il Paese che c'è"                   | Sindaco | [ 8 ] |
| 26 ottobre 2020 | in carica       | Maria Agnese Abis    | lista civica "Insieme per Gonnostramatza"         | Sindaco | [ 9 ] |